# Cristhian Mosquera
Cristhian Andrey Mosquera Ibargüen  (Alicante, 27 juni 2004) is een Spaans-Colombiaans voetballer die bij voorkeur als centrale verdediger speelt. Hij verruilde Valencia in de zomer van 2025 voor Arsenal.

## Clubcarrière

### Valencia
Mosquera kwam op twaalfjarige leeftijd terecht in de jeugdacademie van Valencia. Op 4 september 2021 debuteerde hij voor het tweede elftal. Op 16 januari 2022 maakte hij zijn opwachting in het eerste elftal in de achtste finale van de Copa del Rey tegen Atlético Baleares. Hij speelde negentig minuten als rechtsback. Drie dagen later debuteerde hij ook in de Primera División tegen Sevilla. Hij speelde zeven wedstrijden in zijn eerste seizoen.
Nadat hij in zijn tweede seizoen ook vooral bankzitter was, veroverde hij in het seizoen 2023/24 een basisplaats bij Valencia. Hij speelde 36 van de 38 competitiewedstrijden en na een teleurstellende zestiende plek hielp Mosquera dat seizoen naar een negende plek. In het seizoen 2024/25 stond Valencia tijdens de winterstop laatste, maar daarna volgde een reeks van zeventien wedstrijden, waarin Valencia slechts twee keer verloor en opklom naar de elfde plek. Tussendoor, tegen CD Leganés op 9 februari 2025, scoorde Mosquera bovendien zijn eerste doelpunt in het profvoetbal en voor Valencia. In totaal speelde Mosquera 90 wedstrijden voor Valencia.

### Arsenal
Op 24 juli 2025 kondigde Arsenal de komst aan van Mosquera, als vervanger van de vertrokken verdedigers Takehiro Tomiyasu en Kieran Tierney. Hij tekende een contract voor vijf seizoenen tot 2030, met een optie voor nog een seizoen. Hij ging net als bij Valencia spelen met rugnummer 3.

## Clubstatistieken
| Seizoen | Club       | Competitie       | Competitie | Competitie | Beker | Beker | Overig | Overig | Totaal | Totaal |
| Seizoen | Club       | Competitie       | Wed.       | Dlp.       | Wed.  | Dlp.  | Dlp.   | Dlp.   | Wed.   | Dlp.   |
| ------- | ---------- | ---------------- | ---------- | ---------- | ----- | ----- | ------ | ------ | ------ | ------ |
| 2021/22 | Valencia   | Primera División | 6          | 0          | 1     | 0     | –      | –      | 7      | 0      |
| 2022/23 | Valencia B | Segunda B        | 10         | 0          | 0     | 0     | –      | –      | 10     | 0      |
| 2022/23 | Valencia   | Primera División | 3          | 0          | 1     | 0     | –      | –      | 4      | 0      |
| 2023/24 | Valencia   | Primera División | 36         | 0          | 2     | 0     | –      | –      | 38     | 0      |
| 2024/25 | Valencia   | Primera División | 37         | 1          | 4     | 0     | –      | –      | 41     | 1      |
| 2025/26 | Arsenal    | Premier League   | 0          | 0          | 0     | 0     | 0      | 0      | 0      | 0      |
| Totaal  | Totaal     | Totaal           | 92         | 1          | 8     | 0     | 0      | 0      | 100    | 1      |

Bijgewerkt t/m 28 juli 2025.

## Interlandcarrière
Mosquera speelde interlands voor de jeugdelftallen van Spanje onder 15, 16, 18, 19 en 21. Ook speelde hij één wedstrijd voor Spanje op de Olympische Spelen van 2024. Hij zat 120 minuten op de bank tijdens de finale tegen Frankrijk. Mosquera heeft ook een Colombiaans paspoort.